# William French Smith

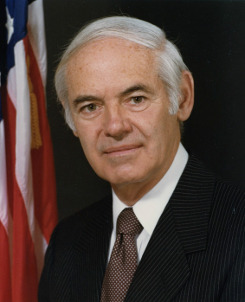
William French Smith

William French Smith (* 26. August 1917 in Wilton, Hillsborough County, New Hampshire; † 29. Oktober 1990 in Glendale, Kalifornien) war ein US-amerikanischer Jurist, republikanischer Politiker und Justizminister (Attorney General).

## Studium, Zweiter Weltkrieg und berufliche Laufbahn als Anwalt
Smith absolvierte zunächst ein allgemein bildendes Studium an der University of California in Los Angeles, welches er 1939 mit einem Bachelor of Arts (A.B.) Summa cum laude beendete. Anschließend studierte er Rechtswissenschaften an der Harvard Law School, wo er 1942 mit einem Bachelor of Laws (LL.B.) abschloss.
Während des Zweiten Weltkrieges diente er von 1942 bis 1946 in der U.S. Navy Reserve, in der er zuletzt zum Lieutenant befördert wurde. 1946 begann er seine berufliche Laufbahn in der 1890 gegründeten Anwaltskanzlei Gibson, Dunn & Crutcher LLP in Los Angeles, in der er im Laufe seiner beruflichen Tätigkeit zum Seniorpartner aufstieg.

## Beratungstätigkeiten und geschäftliche Aktivitäten
Neben seiner Anwaltstätigkeit übte er über viele Jahre auch verschiedene Beratungstätigkeiten für verschiedene politische Gremien aus. So war Smith zwischen 1954 und 1974 Mitglied des Außenpolitischen Ausschusses sowie 1970 Mitglied des Direktoriums des World Affairs Council von Los Angeles, dessen Präsident er 1975 wurde. Des Weiteren war er zwischen 1971 und 1978 Mitglied der US-Beratungskommission für Internationale, Erziehungs- und Kulturangelegenheiten in Washington.
Außerdem wurde er 1971 Gastdozent an der School of Government der Harvard University. Ferner erfolgte 1978 seine Berufung in das Beratungsgremium des Center for Strategic and International Studies der Georgetown University. Neben diesen Tätigkeiten gehörte er den Vorständen verschiedener Industriebetriebe an und war unter anderem von 1979 bis 1980 Vorstandsmitglied der Pullman Inc. in Chicago.

## Politische Laufbahn

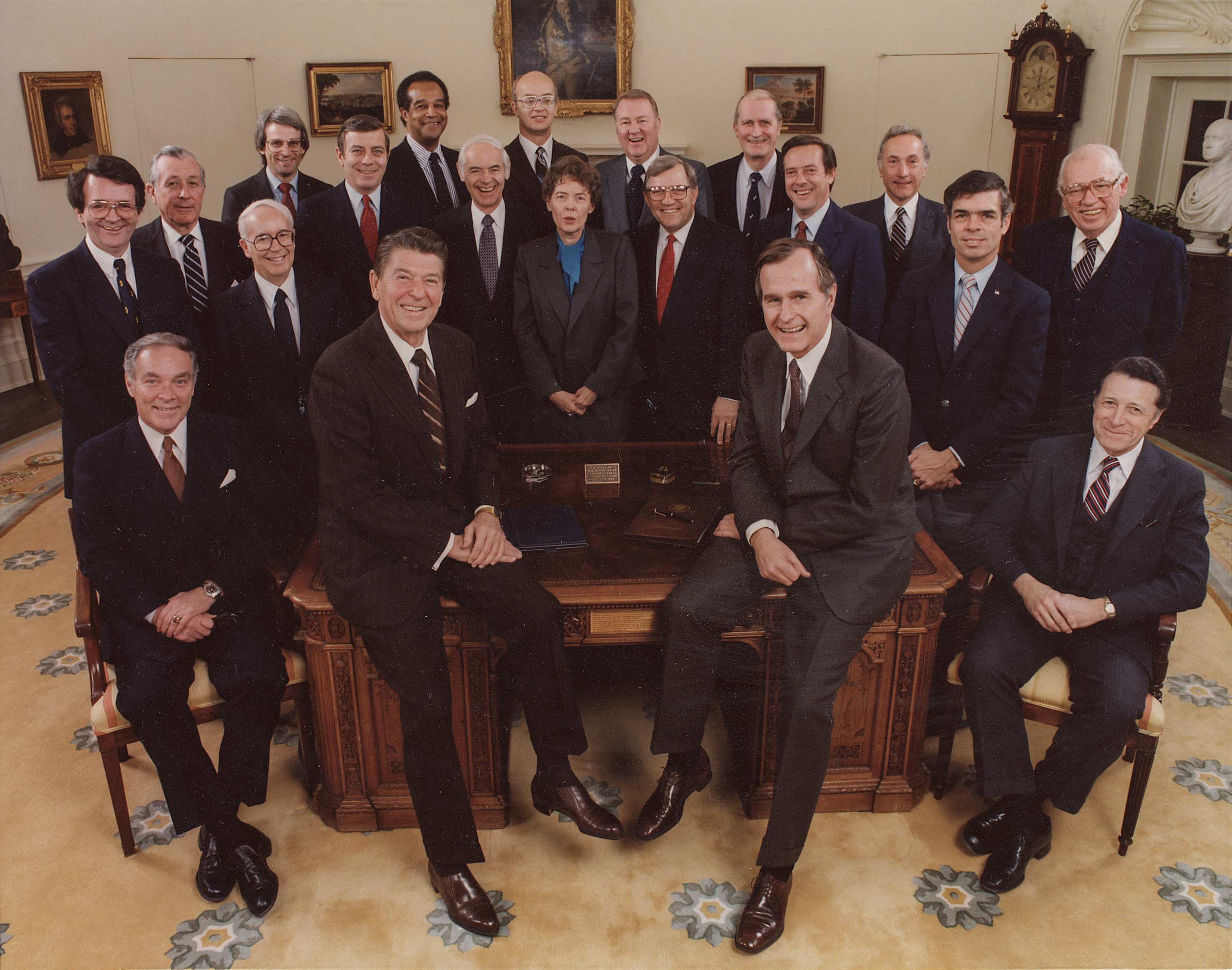
Das Kabinett von Präsident Reagan mit Attorney General Smith, rechts hinter Präsident Reagan

Smith begann seine politische Laufbahn als Mitglied der Republikanischen Partei. Als Delegierter nahm er 1968, 1972 und 1976 an deren Republican National Conventions teil und war 1968 Vorsitzender sowie bei den beiden anderen Versammlungen stellvertretender Vorsitzender der Delegation von Kalifornien.
Nach seiner Wahl zum US-Präsidenten berief ihn Ronald Reagan am 20. Januar 1981 als Attorney General in sein Kabinett. Dieses Amt übte er bis zum Ende von Reagans erster Amtszeit am 25. Februar 1985 aus und wurde dann von Edwin Meese abgelöst. Anschließend war er noch als Berater des Präsidenten in außenpolitischen Fragen in dessen Beratungsgremium für Auslandsgeheimdienste tätig.

## Veröffentlichungen
- Law and Justice in the Reagan Administration. The Memoirs of an Attorney General. 1991, ISBN 0-8179-9172-7.